# إغوانة صحراوية
الإغوانة الصحراوية (الاسم العلمي: Dipsosaurus dorsalis) نوع من الزواحف من فصيلة الإغوانات، متوطن في المكسيك والولايات المتحدة.

## اقرأ كذلك
- إغوانا (جنس)
- إغوانا خضراء
- إغوانا زرقاء